# Manjinder Virk

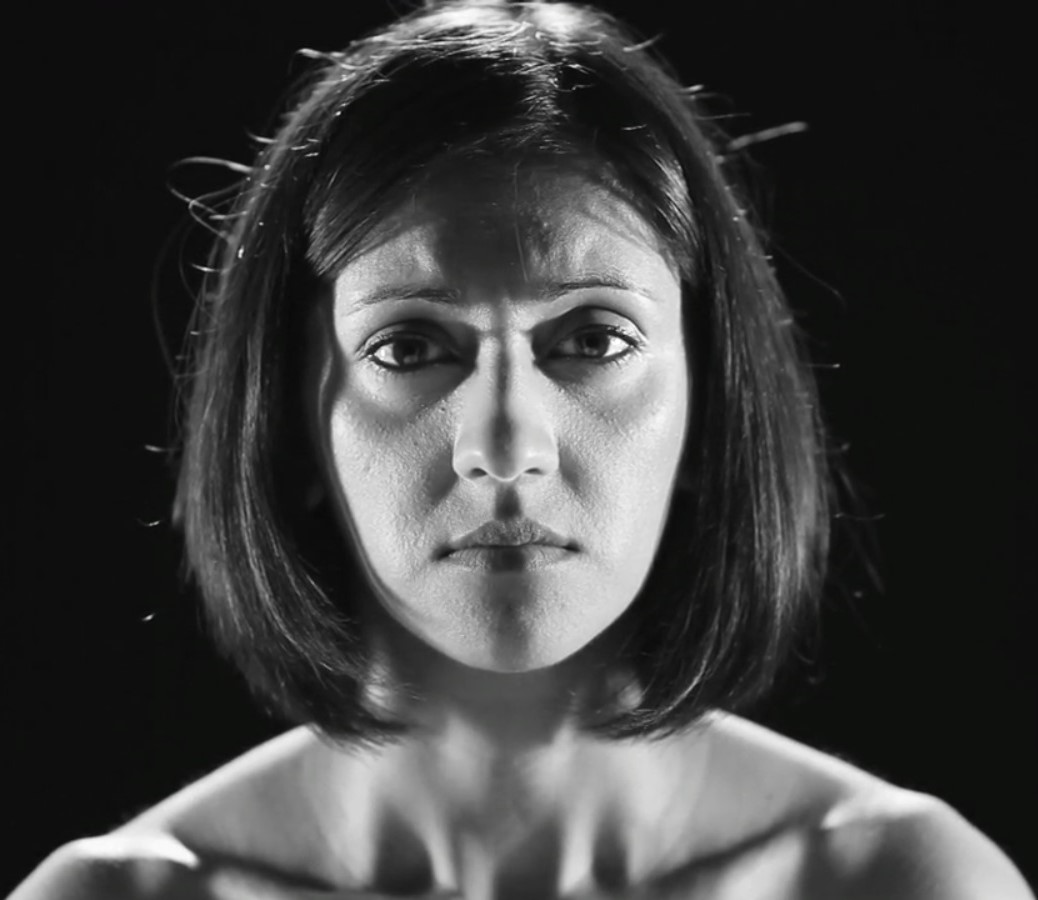
Manjinder Virk in ihrem Kurzfilm Out of Darkness.

Manjinder Virk (* 1975 in Coventry, England, Vereinigtes Königreich) ist eine britische Filmschauspielerin, Filmregisseurin und Drehbuchautorin indischer Abstammung.

## Leben
Virk begann ihre Karriere schon in frühen Jahren am Belgrade Youth Theatre in Coventry und wirkte danach als künstlerische Leiterin am Pangram Dance Theatre, wo auch ihr Bruder Hardish Virk tätig war. Sie absolvierte anschließend einen Abschluss in zeitgenössischem Tanz an der De Montfort University in Leicester.
Als Film- und Fernsehschauspielerin begann Virk 1999 ihre Karriere in der britischen Fernsehserie Holby City mit einer Nebenrolle. Danach hatte sie einen Auftritt in drei verschiedenen Episoden der britischen Seifenoper Doctors, zuerst im Jahr 2000 in der Rolle als Karen Slater, 2004 als Laila Khalid und 2007 trat sie dort als Harpit Jindal auf. Weitere bekannte Rollen hatte sie 2007 in Dschihad in der City als Nasima Wahid und 2010 wirkte sie in der Dokumentation The Arbor über das Leben von Lorraine Dunbar mit.
Außerdem wirkte sie 2004 in der britischen Polizeiserie The Bill des Fernsehsender Independent Television, 2005 in The Ghost Squad, 2009 in der britischen Fernsehserie Runaway, 2010 in Skins, 2011 in der Arztserie Dr. Monroe, 2012 in der BBC-One-Sendung Hunted – Vertraue niemandem mit. Ihre bekannteste Rolle hatte sie als Gerichtsmedizinerin Dr. Kam Karimore von 2016 bis 2017 (Staffeln 18 und 19) in der britischen Filmreihe Inspector Barnaby.
2003 schrieb und inszenierte sie für die Tournee der britischen Theatergruppe Theatre Centre das Theaterstück Glow. 2008 wirkte Virk als Drehbuchautor und Filmregisseurin in dem Kurzfilm Forgive, wo die Schauspieler Sacha Dhawan und Abdi Gouhad die Hauptrolle hatten. 2012 verfasste sie das Drehbuch und führte die Regie für den später prämierten Kurzfilm Out of Darkness in dem Tom Hiddleston, Monica Dolan, Andrew Gower, Jimmy Akingbola, Christine Bottomley und Riz Ahmed auftraten.

## Privates
Virk wurde im englischen Coventry geboren und wuchs dort mit ihren zwei Geschwistern auf. Ihre Mutter Jasvir stammte aus einer indischen Familie.
Seit 2007 ist sie mit dem britischen Drehbuchautor, Dramatiker und Regisseur Neil Biswas verheiratet, den sie zuvor im gleichen Jahr während der Dreharbeiten zu dem Fernsehdrama Bradford Riots am Set kennengelernt hatte. 2013 zog sie mit ihrem Mann nach Brixton, South London, wo sie seitdem lebt und arbeitet.

## Filmografie
- 1999: Holby City (Fernsehserie, Episode Staying Alive: Part 2)
- 2000: Doctors (Fernsehserie, Episode Game Over)
- 2003: Ready When You Are, Mr. McGill (Fernsehfilm)
- 2003: Two Minutes (Kurzfilm)
- 2004: The Bill (Fernsehserie, 4 Episoden)
- 2004: Doctors (Fernsehserie, Episode Moving On)
- 2004: Swiss Toni (Fernsehserie)
- 2004: Green Wing (Fernsehserie, Episode Tangled Webs)
- 2005: Child of Mine (Fernsehfilm)
- 2005: The Ghost Squad (Fernsehserie, Episode Colour Blind)
- 2006: Bradford Riots (Fernsehfilm)
- 2006: Orange People (Kurzfilm)
- 2007: World of Wrestling (Kurzfilm)
- 2007: Doctors (Fernsehserie, Episode Wings and Needles)
- 2007: Comedy Showcase (Fernsehserie, Episode Plus One)
- 2007: Dschihad in der City (Britz, Fernsehfilm)
- 2007: Famous Last Words (Kurzfilm)
- 2008: The Blue Tower (Thriller)
- 2009: Runaway (Fernseh-Miniserie)
- 2010: Skins – Hautnah (Skins, Fernsehserie, Episode Katie)
- 2010: The Arbor (Dokumentation)
- 2011: Lost Paradise (Kurzfilm)
- 2011: Dr. Monroe (Monroe, Fernsehserie, 6 Episoden)
- 2012: The Thick of It (Fernsehserie, 1 Episode)
- 2012: Hunted – Vertraue niemandem (Hunted, Fernsehserie, 4 Episoden)
- 2012: Broken Eternity (Kurzfilm)
- 2013: Out of Darkness (Kurzfilm, hier auch Regisseurin, Drehbuchautorin und Produzentin)
- 2013: On Migration (Dokumentarkurzfilm)
- 2014: Checkpost (Kurzfilm)
- 2015: Call the Midwife – Ruf des Lebens (Call the Midwife, Fernsehserie, Episode #4.5)
- 2015: Ordinary Lies
- 2015: Brilliantman! (Kurzfilm)
- 2016: History’s Future
- 2016: Kaleidoscope
- 2016–2017: Inspector Barnaby (Midsomer Murders, 10 Episoden)
- 2017: Vom Ende einer Geschichte (The Sense of an Ending)
- 2017: With Love from Calais (Kurzfilm)
- 2017: Bad Move (Fernsehserie, 6 Episoden)
- 2022: Trigger Point (Fernsehserie, 6 Episoden)

## Auszeichnungen und Nominierungen
Manjinder Virk wurde bereits bei mehreren britischen Festivals in verschiedenen Kategorien nominiert und ausgezeichnet. 2010 wurde sie nominiert für den BFI London Film Festival-Award in der Kategorie Best Newcomer und in der Kategorie Beste Schauspielerin sowie beim BIFA-Awards, jeweils für ihre Rolle in den Kurzfilm The Arbor.
Virk wurde 2007 in der Filmzeitschrift Screen International als einer der britischen Stars of Tomorrow ausgezeichnet. Weiterhin wurde sie 2008 für den Asian Woman of Achievement Award nominiert.
2013 gewann Virk für den Kurzfilm Out of Darkness die Auszeichnung Best of Fest beim Aesthetica Short Film Festival.